# Kaerepere (wieś)
Kaerepere – wieś w Estonii, prowincji Rapla, w gminie Kehtna.